# Dashgombyn Battulga
Dashgombyn Battulga –en mongol, Дашгомбын Баттулга– (4 de marzo de 1966) es un deportista mongol que compitió en judo.
Ganó una medalla de bronce en el Campeonato Mundial de Judo de 1989, y una medalla de bronce en el Campeonato Asiático de Judo de 1991. En los Juegos Asiáticos consiguió dos medallas de bronce en los años 1990 y 1994.

## Palmarés internacional
| Campeonato Mundial  | Campeonato Mundial    | Campeonato Mundial | Campeonato Mundial |
| Año                 | Lugar                 | Medalla            | Categoría          |
| ------------------- | --------------------- | ------------------ | ------------------ |
| 1989                | Belgrado (Yugoslavia) | Medalla de bronce  | –60 kg             |
| Juegos Asiáticos    |                       |                    |                    |
| Año                 | Lugar                 | Medalla            | Categoría          |
| 1990                | Pekín (China)         | Medalla de bronce  | –60 kg             |
| 1994                | Hiroshima (Japón)     | Medalla de bronce  | –65 kg             |
| Campeonato Asiático |                       |                    |                    |
| Año                 | Lugar                 | Medalla            | Categoría          |
| 1991                | Osaka (Japón)         | Medalla de bronce  | –65 kg             |